# Chiesa di Santa Maria di Picenze
La chiesa di Santa Maria di Picenze è un edificio religioso dell'Aquila, situato nel quarto di Santa Maria Paganica.
Dovette la sua realizzazione ai castellani di Picenze che contribuirono così alla fondazione della città nel XIII secolo. Nel XVI secolo fu ricostruita, in dimensioni minori, dalla Confraternita della Santissima Trinità dei pellegrini.

## Storia
L'edificazione della chiesa si fa risalire al periodo immediatamente successivo alla fondazione dell'Aquila, nella seconda metà del XIII, ad opera dagli abitanti del castello di Picenze, all'interno del locale di riferimento. La posizione dominante sulla costa di Picenze riusciva a valorizzare le sue originarie fattezze gotiche, oggi quasi del tutto scomparse.
Le notizie sulla chiesa sono scarse, dovute probabilmente anche ad un progressivo spopolamento della parrocchia nel XIV e XV secolo; danneggiata gravemente dal terremoto dell'Aquila del 1461, l'edificio rimase in abbandono per oltre un secolo fino a quando, nel 1577, la sua proprietà passò alla Confraternita della Santissima Trinità dei pellegrini che vi costruì a fianco l'ospedale per i pellegrini. In questa veste, la chiesa venne ricostruita e nuovamente valorizzata, ospitando anche pièces (camere) teatrali come ad esempio nel 1582, la Gloria di Susanna di Salvatore Massonio.
Non subì gravi danni dal sisma del 1703 in seguito al quale venne comunque rinnovata secondo il nuovo gusto barocco. La ricostruzione dovette essere particolarmente tarda o, forse, avvenne in più momenti distinti perché la chiesa presenta numerosi particolari d'influenza neoclassica o ottocentesca.
Alla fine dell'800 l'ex convento ospitò le suore dell'ordine "Notre Dame", e fu detto Convitto Regina Margherita.

## Descrizione
Santa Maria di Picenze è situata nel locale di Picenze, quasi un'exclave del quarto di Santa Maria Paganica all'interno del territorio di San Giorgio. Si trova in una posizione strategica a ridosso delle mura dell'Aquila, proprio sopra la Porta Bazzano e rivolta verso Collemaggio e le terre sud-orientali. La chiesa è inoltre situata ad un'estremità dell'articolato complesso della Confraternita della Santissima Trinità dei pellegrini che si articola tra la Costa Picenze, via Celestino V e il Vico Picenze.

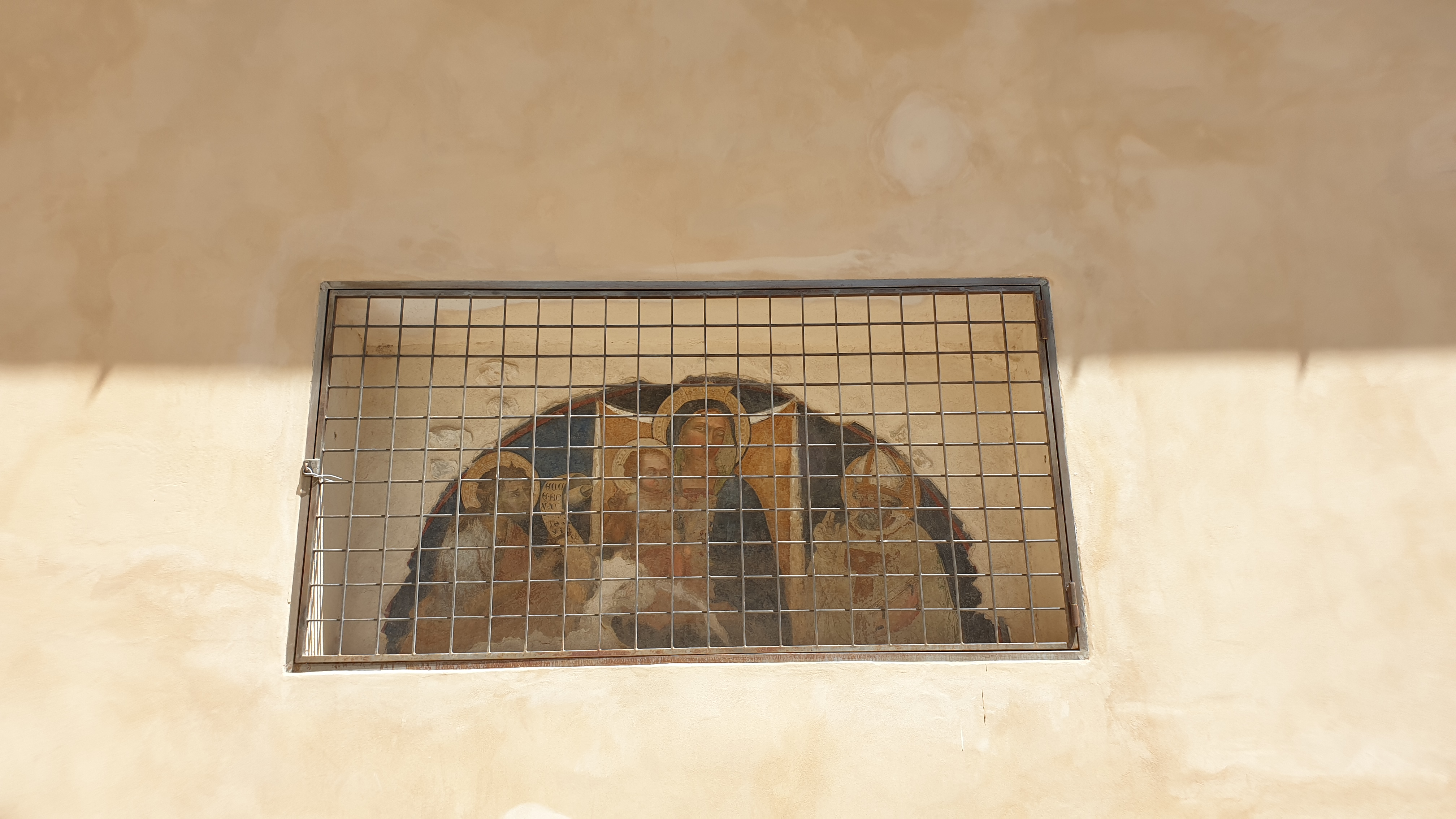
L'affresco votivo della Vergine con Santi sul prospetto sinistro..

La facciata della chiesa, rivolta su Costa Picenze, in maniera opposta rispetto alla vicina chiesa di Santa Giusta, costituisce una reinterpretazione settecentesca della facciata tradizionale aquilana di origine romanica: si presenta di forma quadrangolare, intonacata, suddivisa orizzontalmente da una vistosa cornice marcapiano e incastonata tra pesanti paraste lapidee. Il portale, di influenza tardobarocca, è di forma quadrangolare con timpano spezzato, all'interno del quale compare l'effigie della Confraternita. L'ordine superiore della facciata presenta, invece, un finestrone rettangolare, fiancheggiato da due finestre ovali, aggiunte successivamente.
La posizione scoscesa valorizza la visuale della facciata dal basso ma appiattisce il volume nel suo complesso. La chiesa volge su pubblica strada anche il fianco sinistro dove è presente l'affresco votivo della Vergine con Santi, antecedente alla ricostruzione della chiesa nel XVI secolo.
L'interno, che si compone di una semplice aula rettangolare con sagrestia retrostante, è modellato dall'inusuale dialogo di paraste e trabeazioni, venendo quindi composto da tre ambienti spaziali di forma ovalizzata. L'altare maggiore presenta nell'abside una Vergine lignea. La controparete di facciata presenta, invece, invece un'edicola di influenza neoclassica che si staglia sull'ingresso.